# Александровка (Бакалинский район)
Алекса́ндровка (баш. Александровка) — деревня в Бакалинском районе Республики Башкортостан Российской Федерации. Входит в состав Бузюровского сельсовета (c 2006 года). Ранее входила в состав Новоурсаевского сельсовета.

## География

### Географическое положение
Расстояние до:
- районного центра (Бакалы): 30 км,
- центра сельсовета (Бузюрово): 5 км,
- ближайшей ж/д. станции (Туймазы): 77 км.

## История
Закон Республики Башкортостан «Об изменениях в административно-территориальном устройстве
Республики Башкортостан, изменениях границ и преобразованиях муниципальных образований в Республике Башкортостан», ст. 1, ч.194 (часть сто девяносто шестая введена Законом РБ от 29.12.2006 № 404-з) гласит:

194.Изменить границы Новоурсаевского и Бузюровского сельсоветов Бакалинского района согласно представленной схематической карте, передав поселок Холодный Ключ и деревню Александровка Новоурсаевского сельсовета в состав территории Бузюровского сельсовета. 
— gsrb.ru/MainLeftMenu/ZakonoTvorch/Zakoni/125-2004.php

## Население
| 2002 | 2009 | 2010 |
| ---- | ---- | ---- |
| 67   | ↘51  | ↘49  |

Согласно переписи 2002 года, преобладающая национальность — русские (81 %).